# عمر میرزا
امیرزاده محمد عمر (وفات ۸۰۹ ق / ۱۴۰۶ م) فرزند میرانشاه تیموری است که پس از مرگ تیمور یکی از مدعیان جانشینی او بود.
امیرزاده محمد، پسر میرانشاه و برادر میرزا ابابکر بود که پس از مرگ تیمور، بر برادر شورید و او را در سلطانیه به زندان انداخت. پدرش میرانشاه نیز که از جانب وی بیمناک شده بود به نزد شاهرخ به خراسان پناه برد.

## شورش علیه شاهرخ
محمد عمر پس از اینکه برادرش ابابکر را به زندان انداخت حدود ۸۰۹ ق / ۱۴۰۶ م مانند برادرش علیه شاهرخ دست به شورش زد، که اجل مهلتش نداد و در همان سال چشم از جهان فروبست.پس از مرگ محمد عمر ابابکر از زندان بیرون آمد و قدرت را به دست گرفت اما او هم چندی بعد کشته شد. به این ترتیب با مرگ این دو، تنها بازمانده از خاندان میرانشاه، پسرش خلیل سلطان بود که در فرارود (ماوراءالنهر) حکومت می‌کرد.